# Vismarkt 56 (Groningen)
Vismarkt 56 is een monumentaal pand aan de Vismarkt in de stad Groningen. De geschiedenis van het pand gaat terug tot de veertiende eeuw, wellicht zelfs late dertiende eeuw. Het rijksmonument op de hoek van de Folkingestraat is in gebruik als horecagelegenheid.  